# 日本統治時代の朝鮮人徴用
日本統治時代の朝鮮人徴用（にほんとうちじだいのちょうせんじんちょうよう）は、狭義には、1944年9月に始まる日本統治時代の朝鮮人に対する戦時徴用を指す。戦時中の朝鮮人労働者の総称に「徴用工」の語が用いられる場合もあるが、日本政府は正確を期して「旧朝鮮半島出身労働者」の語を用いている。
朝鮮人に対する戦時動員は、軍要員の動員（兵力動員）と労務動員に大別され、軍要員の動員（兵力動員）は志願（1938 - 1943）、徴兵（1944 - 1945)の2形式で、労務動員は募集形式（「個別渡航」(1938 - 1940)、「集団渡航」(1939 - 1942)、「官斡旋」(1942 - 1945）と徴用形式（1941年より「軍関係労務」、1944年9月より「一般徴用」）、道内動員（道内官斡旋、無償勤労奉仕、募集）などの形式で実施された。

## 概要
日本政府は1939年（昭和14年）から毎年、日本人も含めた動員計画を立て閣議決定をした。朝鮮からの動員数も決め、日本の行政機構が役割を担った。朝鮮半島に対する動員の形態は、時期により、軍要員の動員（兵力動員）は志願制から徴兵制へと変化し、労務動員は募集（「個別渡航」(1938-40),「集団渡航」(1939-42),「官斡旋」(1942-45)）と徴用（「軍関係労務への徴用」(1941- ),「一般徴用」(1944-45)）、道内動員（朝鮮半島内部への動員。「道内官斡旋」,「勤報隊(勤労報国隊)」,「募集」等）などが併用された。
朝鮮半島内部への動員がのべ約344万7千人、「内地」（樺太を含む日本本土）・「その他」（南洋諸島等）への動員がのべ約53万8千人。別の数値や、数値をめぐる議論は後節を参照）を数えた。
上記の諸形式による動員の実態については、まだ未解明な点が多く、当事者の証言の収集と整理、史料の発掘と分析は現在も継続中である。現時点での主要な史料や証言、主な研究に見える諸見解については歴史・太平洋戦争期、労働現場の実態と事例、証言、人数・総数、歴史認識問題などの各節を参照。
動員形式の種類や形式ごとの動員数は時期により変動があるが、朝鮮半島在住者の動員先は朝鮮半島の内部とする道内動員が最も多数を占めた。
戦時中の朝鮮半島における戦時動員のうち、軍要員の動員（兵力動員）を含まない労務動員は、朝鮮半島内部への動員が総数の70%〜90%を占めた（→詳細は次節を参照）が、動員形式の種類を問わず、朝鮮半島の外部（「内地」>および「その他（南洋諸島等）」）への動員を指す「強制連行」という表現が、1970年代から2000年代初頭にかけて盛んに使用され、現在もこの呼称の是非・妥当性について議論が続いている（→詳細は後節を参照）。
戦時中の朝鮮人に対する労務動員については、朝鮮人労働者移入という呼称を用いる論者も見られる。
戦後、朝鮮人に対する戦時動員は歴史認識問題・歴史教科書問題、戦後補償問題として取り上げられてきた。

## 朝鮮半島における戦時動員の諸形式と人数
本節では、朝鮮半島における戦時動員の諸形式とその動員人数について述べる。統計数値は在外財産調査会,1948に依る。他の典拠に見える数値や人数をめぐる議論は「日本での調査・主張」節を参照。
朝鮮半島に対する戦時動員は、軍要員の動員（志願・徴兵）と労務動員に大別される。

### 軍要員の動員（兵力動員）
動員形式と人数は以下の通り。
|      | 陸軍特別志願兵 | 〃           | 海軍特別志願兵 | 〃           | 学徒志願兵 | 〃         | 小計    | 〃     | 徴兵   | 〃     |          |
| ---- | -------------- | ------------ | -------------- | ------------ | ---------- | ---------- | ------- | ------ | ------ | ------ | -------- |
|      | 志願者数       | 訓練所入所者 | 志願者数       | 訓練所入所者 | 学徒志願者 | 採用入隊数 | 志願者  | 採用数 | 陸軍   | 海軍   | 動員総数 |
| 1938 | 2,946          | 406          |                |              |            |            | 2,946   | 406    |        |        | 406      |
| 1939 | 12,528         | 613          |                |              |            |            | 12,528  | 613    |        |        | 613      |
| 1940 | 84,443         | 3,060        |                |              |            |            | 84,443  | 3,060  |        |        | 3,060    |
| 1941 | 144,743        | 3,208        |                |              |            |            | 144,743 | 3,208  |        |        | 3,208    |
| 1942 | 254,273        | 4,077        |                |              |            |            | 254,273 | 4,077  |        |        | 4,077    |
| 1943 | 303,294        | 6,300        |                | 1,000        | 3,366      | 3,117      | 306,660 | 10,417 |        |        | 11,193   |
| --   |                |              |                |              |            |            |         |        |        |        |          |
| 1944 |                |              | 90,000         | 2,000        |            |            | 90,000  | 2,000  | 55,000 | 10,000 | 67,000   |
| 1945 |                |              | -              |              |            |            |         |        | 55,000 | 10,000 | 65,000   |

「1944年以後の数は「予定或いは概数であり、実際に動員された数とは異なっている」。

### 労務動員
動員先により、朝鮮半島を動員先とするものと、その他（内地（樺太を含む日本本土）や南洋諸島など）を動員先とするものに大別される。
内地やその他の各地を動員先とする労務動員には、
- 募集
- 個別渡航（1938 - 1940）
- 集団渡航（1939 - 1942）
- 官斡旋（1942 - 1945）
- 徴用
  - 軍関係労務への徴用; 1941年 -
  - 一般徴用; 1944年9月 -

などの形式がある。
朝鮮半島を動員先とする労務動員の形式には募集・官斡旋・徴用・道内動員などがあり、このうち道内動員が最大多数を占める。道内動員は、さらに
- 道内官斡旋
- 勤報隊（勤労報国隊）
- 募集

などに区分される。
以上の諸形式の中では、道内動員の勤報隊が最大多数（1944年で約192万人，この年の動員数の82%）を占めていた。
| 動員先 | 動員形式 | 1942年度 | %     | 1943年度 | %     | 1944年度  | %     |
| ------ | -------- | -------- | ----- | -------- | ----- | --------- | ----- |
| 朝鮮   | 官斡旋   | 49,030   | 9.4   | 58,924   | 6.7   | 76,617    | 2.6   |
| 〃     | 徴用     | 90       | 0.0   | 648      | 0.1   | 19,655    | 0.7   |
| 〃     | 軍要員   | 1,633    | 0.3   | 1,328    | 0.2   | 112,020   | 3.8   |
| 〃     | 道内動員 | 333,976  | 64.1  | 685,733  | 77.7  | 2,454,724 | 82.9  |
| 〃     | 小計     | 384,729  | 73.8  | 746,633  | 84.6  | 2,663,016 | 90.0  |
| 日本   | 官斡旋   | 115,815  | 22.2  | 125,955  | 14.3  | 85,243    | 2.9   |
| 〃     | 徴用     | 3,871    | 0.7   | 2,341    | 0.3   | 201,189   | 6.8   |
| 〃     | 軍要員   | 300      | 0.1   | 2,350    | 0.3   | 3,000     | 0.1   |
| 〃     | 小計     | 119,986  | 23.6  | 130,646  | 14.8  | 289,432   | 9.8   |
| その他 | 軍要員   | 16,367   | 3.1   | 5,648    | 0.6   | 7,796     | 0.3   |
| 〃     | 徴用     | 135      | 0.0   |          |       |           |       |
| 〃     | 小計     | 16,502   | 3.2   | 5,648    | 0.6   | 7,796     | 0.3   |
| 小計   | 官斡旋   | 164,845  | 31.6  | 184,879  | 20.9  | 161,860   | 5.5   |
| 〃     | 徴用     | 4,096    | 0.8   | 2,989    | 0.3   | 220,844   | 7.5   |
| 〃     | 軍要員   | 18,300   | 3.5   | 9,326    | 1.1   | 122,816   | 4.1   |
| 〃     | 道内動員 | 333,976  | 64.1  | 685,733  | 77.7  | 2,454,724 | 82.9  |
| -      | 合計     | 521,217  | 100.0 | 882,927  | 100.0 | 2,960,244 | 100.0 |

| 年度 | 当初計画数 | 石炭山  | 金属山 | 土建    | 工場他  | 合計    |
| ---- | ---------- | ------- | ------ | ------- | ------- | ------- |
| 1939 | 85,000     | 34,659  | 5,787  | 12,674  | -       | 53,120  |
| 1940 | 97,300     | 38,176  | 9,081  | 9,249   | 2,892   | 59,398  |
| 1941 | 100,000    | 39,819  | 9,416  | 10,965  | 6,898   | 67,098  |
| 1942 | 130,000    | 77,993  | 7,632  | 18,929  | 15,167  | 119,721 |
| 1943 | 155,000    | 68,317  | 13,763 | 31,615  | 14,601  | 128,296 |
| 1944 | 290,000    | 82,859  | 21,442 | 24,376  | 57,755  | 286,432 |
| 1945 | 50,000     | 797     | 229    | 836     | 8,760   | 10,622  |
|      | 907,300    | 342,620 | 67,350 | 108,644 | 206,073 | 724,687 |

|            | 1944年    |
| ---------- | --------- |
| 道内官斡旋 | 492,131   |
| 勤報隊     | 1,925,272 |
| 募集       | 37,321    |
| 合計       | 2,454,724 |

## 概念・定義

### 戦時動員の諸形式についての概念・定義

#### 軍要員の動員（兵力動員）
- 軍要員[19]
  - 志願
  - 徴兵

#### 労務動員
- 募集
  - 個別渡航（1938 - 1940）：内地の事業者が朝鮮半島において人員を募集することを解禁、企業は個別に募集・選考を行い、採用者は個別に内地へ渡航[3]
  - 集団渡航（1939 - 1942）：内地の事業者が朝鮮半島において「募集・選考・自社の事業所への移送」までを一括して行う[1]
  - 官斡旋（1942 - 1945）：朝鮮総督府が半島内の地方自治体に人数を割り当て、募集・選考・動員先の内地事業所への移送までを一括担当して実施[1]
- 徴用
  - 軍関係労務業務へ限った一部への徴用(部分適用[20])；1941 -[1]
  - 一般徴用(全面的適用[20])；1944年9月 -[1]
- 道内動員[21]；朝鮮半島の13道内の動員先へ配属
  - 道内官斡旋：朝鮮総督府が半島内の地方自治体に人数を割り当て、募集・選考・配属までを一括担当[注釈 4][22]。
  - 勤報隊(勤労報国隊)：1941年12月、国民勤労報国協力令に基づき、勤労奉仕隊を改組して、日本領の全域で発足。学校・職場ごとに、14歳以上40歳未満の男子と14歳以上25歳未満の独身女性を対象として組織され、軍需工場、鉱山、農家などにおける無償労働に動員された。1945年3月、国民義勇隊に改組されて廃止。
  - 募集

## 歴史

### 明治時代の朝鮮人渡航
1876年（明治9年）、日朝修好条規が結ばれ、朝鮮が開国すると1880年、金弘集らが第二次朝鮮通信使として来日、東京に朝鮮公使館が設置される。その後、留学生や亡命者などが入国し始める（朴泳孝、金玉均、宋秉畯、李光洙など）。また、韓国併合以前から南部に住む朝鮮人は日本に流入しはじめており、留学生や季節労働者として働く朝鮮人が日本に在留していた。

### 韓国併合以降
1910年の韓国併合以降、渡航する朝鮮人は急増し、内務省警保局統計によれば1920年に約3万人、1930年には約30万人の朝鮮人が在留していた。併合当初に移入した朝鮮人は土建現場・鉱山・工場などにおける下層労働者で、単身者が多い出稼ぎの形態をとっていたが、次第に家族を呼び寄せ家庭を持つなどして、日本に生活の拠点を置き、永住もしくは半永住を志向する人々が増えた。河宗文によれば、「日本政府は朝鮮人の渡航を抑制したり受容したりしながら、朝鮮人労働者を日本資本の差別的構造の中に編入させて行った」とする。当時、日本での朝鮮人の生活は劣悪なもので川辺や湿地帯に集落を造り、賃金も日本人の約半分であったとされる。それでも当時の朝鮮国内の賃金と比較すると破格の高収入だった。朝鮮人の朴代議士によると1933年当時、年間約5万人の朝鮮人が日本で増加して問題になっていた。

#### 移入制限と解除
1919年4月には朝鮮総督府警務総監令第三号「朝鮮人旅行取締ニ関スル件」により日本への移民が制限され、1925年10月にも渡航制限を実施したが、1928年には移民数が増加した。朝鮮では1929年から続いた水害や干害によって、国外に移住を余儀なくさせられる者が増えた。
1934年10月30日、岡田内閣は「朝鮮人移住対策ノ件」を閣議決定し、朝鮮人の移入を阻止するために朝鮮、満洲の開発と密航の取り締まりを強化する。

### 日中戦争期

#### 労務動員計画
1937年に日中戦争がはじまると、1938年3月南次郎朝鮮総督が日本内地からの求めに応じ、朝鮮人渡航制限の解除を要請し、1934年の朝鮮人移入制限についての閣議決定を改正した。1938年4月には国家総動員法が、1939年7月には国民徴用令が日本本土で施行された（朝鮮では1944年9月から実施）。同じ1939年7月、朝鮮総督府は労務動員計画を施行し、朝鮮から労働者が日本に渡るようになった。1939年以降、日本政府の労務動員計画によって毎年人員・配置先が決定され、朝鮮総督府によって地域が割り当てられ計画人員の達成が目標とされた。水野直樹はこの当時、「募集方式の段階から会社・事業所の募集は行政機関、警察の支援を得ていた」としている。
山口公一もまた「1939年に開始される朝鮮人強制連行は戦争の長期化によって日本の労働力不足が深刻化すると同時に朝鮮内での軍需工業の拡張にともない、朝鮮人を労働力として強制的に動員するためのものであった」と説明している。山口は、日本政府の労務動員計画を3段階に分け、1) 1939年1月からの「募集形式」、2) 1942年からの「官斡旋方式」、3) 1944年9月からの「徴用令方式」があったとし、その最初の募集の段階から、行政・警察当局による強力な勧誘があった。したがって「募集とは言っても実態は強制連行」であると主張している。
1940年、日本政府は日本工場の労働需給の調整と、朝鮮の技術水準の向上を目的とした「朝鮮工場労務者内地移住幹施に関する件」を発信し、「労働者の朝鮮への往路旅費および帰郷旅費は雇用主が負担」「雇用主は朝鮮の技術向上を目的に必要な知識・技能を授ける事」「雇用主は徳を養う事」「雇用期間は5年以内」などの条件を日本陸軍に通達した。
住友鉱業の1939年9月22日付「半島人移入雇用に関する件」では、総督府は、労務者動員計画遂行に協力すること、旱魃による救済のため、内地移住につき積極的援助をなすとあり、募集の実務は「朝鮮官権によって各道各郡各面に於いて強制供出する手筈になつて居る、即ち警察に於て割当数を必ず集める之を各社の募集従事者が詮衡（選考）することになって居る」と書かれていた。
国民徴用令の施行は1939年7月であるが、朝鮮では全面的発動をさけ1941年に軍関係の労務に徴用令を適用している。1941年から1945年までに朝鮮から日本内地へ動員された軍関係の徴用労務者数は6万2784人である。日本内地で働いていた朝鮮人労務者には、1942年10月から一部に徴用令を発動し軍属として採用稼働されていた。1944年9月以降は、朝鮮から送り出される新規労務者に一般徴用が実施された。

##### 満州国三江省
また、1940年12月の関東軍通化憲兵隊の報告によれば、満州国三江省の鶴岡炭鉱における募集では、苦力募集をしたが、人が集まらなかったので「強制募集」をし、140人の内15人が逃亡したと記録がある。
1942年3月、朝鮮総督府朝鮮労務協会による官主導の労務者斡旋募集が開始された（細かな地域ごとに人数を割り当て）。

#### 国民総力朝鮮連盟と愛国班
1940年に朝鮮では国民総力朝鮮連盟が組織された。庵逧由香は、「日中戦争を契機に、中央連盟ー地方連盟と学校、職場の各種連盟ー愛国班による二重の組織化・統制が朝鮮民衆を戦争動員に引き入れて行った」としている。また愛国班に参加を強制した女性動員の実情については、樋口雄一が「特に農村部の女性動員は、流出した男子労働力の補充と食料増産の構造の中で行われた」と指摘している。

### 太平洋戦争期
1941年12月8日、日本とイギリス、アメリカ、オーストラリアなどとの太平洋戦争が開始する。

#### 朝鮮人の戦時徴用（1944年 - 1945年）
朝鮮総督府鉱工局労務課事務官の田原実は『大陸東洋経済』1943年12月1日号での「座談会 朝鮮労務の決戦寄与力」において、『従来の工場、鉱山の労務の充足状況を見ると、その九割までが自然流入で、あとの一割弱が斡旋だとか紹介所の紹介によっています。ところが今日では形勢一変して、募集は困難です。そこで官の力－官斡旋で充足の部面が、非常に殖えています。ところでこの官斡旋の仕方ですが、朝鮮の職業紹介所は各道に一カ所ぐらいしかなく組織も陣容も極めて貧弱ですから、一般行政機関たる府、郡、島を第一線機関として労務者の取りまとめをやっていますが、この取りまとめがひじょうに窮屈なので仕方なく半強制的にやっています。そのため輸送途中に逃げたり、せっかく山に伴われていっても逃走したり、あるいは紛議を起こすなどと、いう例が非常に多くなって困ります。しかし、それかといって徴用も今すぐにはできない事情にありますので、半強制的な供出は今後もなお強化してゆかなければなるまいと思っています』と述べている。
1944年9月、日本政府は国民徴用令による戦時徴用を朝鮮半島でも開始し、1945年3月までの7か月間実施された。1944年9月から始まった朝鮮からの徴用による増加は第二次世界大戦の戦況の悪化もあってそれほど多くは無かったともいわれる。『朝鮮人強制連行論文集成』に記録されている証言では、徴用令には召集令状と同じ重みがあったこと、北海道や樺太、九州の炭鉱に面（村）で500人徴用されたという。
1944年4月13日付の朝鮮総督府官報 第五一五五号 （四）労務動員ニ就テ
1944年4月13日付の朝鮮総督府官報に載った、政務総監（総督の次席にあたる高官）田中武雄の訓示には次のように、
『国民動員計画に基く内地その他の地域に対する産業要員および軍要員の送出また激増を来し、今日なお相当弾力性を有する半島の人力が我が国戦力増強上最大の鍵となって居るのであります。…（中略）…官庁斡旋労務供出の実情を検討するに、労務に応ずべき者の志望の有無を無視して漫然下部行政機関に供出数を割当て、下部行政機関もまた概して強制供出を敢てし、かくして労働能率低下を招来しつつある欠陥は断じて是正せねばなりません』
自由意志が守られるはずの官斡旋だが、実情は自由意志を無視した強制供出が行われていたと書かれている。

##### 1944年5月霊光郡での事例
1944年5月31日付の、北海道炭礦汽船株式会社の霊光郡送出責任者が釜山の駐在員に宛てた書簡では、霊光郡において「集合日指定時間内に120名割当に対し参集せる者36名よりなく（之れも面にて強制的に連行せるもの）」、このため「郡庁職員9名警察署高等経済係員及面職員を総動員、寝込みを襲ひ或は田畑に稼動中の者を有無を言はせず連行する等相当無理なる方法を講し」て動員対象者を確保し、また「万一割当責任数供出不能の場合は理事長の自己の家族中より適任者を送出するか或は本人出動する様、郡、警察、面長等より夫々申渡しを」するなどの措置をとって動員対象者の確保に努めていた。だが、この段階ではそのような強硬な手段を以ってしても十分な人員は集められず、「郡庁迄連行中逃走せしもの或は宿舎にて逃走せるもの等簇生又は不具者或は老人（息子逃走身代りとして父親を連行せる者）病人等多数あり」、しかも、「送出に無理せりたる為家族等と郡職員及面職員との間に大乱闘あり労務主任、次席等は顔面其他を殴打され負傷する等の騒ぎあり」というような事態を現出させていたことが書簡に記されていた。
外村大は「地方組織や警察などを通じての動員」と「密航や縁故渡航による渡航」では、働く場所や条件が違っていたと記述する。「朝鮮人労働者を希望した炭鉱の経営者など」は「劣悪な労働条件でも働いてくれる人材を調達するため」朝鮮にそれを求めたがやがて集まらなくなった。そこで「寝込みを襲ひ或は田畑に稼働中の者を有無を言はさず連行する等相当無理なる方法」を講し、徴用令の令状を交付した。ゆえに朝鮮において国民徴用令の発動が遅かったのは「“より寛大な方法”での動員が続いていたのではなく」「要員確保の実態は日本内地での徴用よりも厳しいものであった」と書いている。

##### 内務省復命書
1944年7月31日付、内務省嘱託小暮泰用から内務省管理局長竹内徳治に提出された復命書 では「民衆をして当局の施策の真義、重大性等を認識せしむることなく民衆に対して義と涙なきは固より無理強制暴竹（食糧供出に於ける殴打、家宅捜査、呼出拷問労務供出に於ける不意打的人質的拉致等）乃至稀には傷害致死事件等の発生を見るが如き不詳事件すらある。斯くて供出は時に掠奪性を帯び志願報国は強制となり寄附は徴収なる場合が多いと謂ふ」とある。また「…然らば無理を押して内地へ送出された朝鮮人労務者の残留家庭の実情は果たして如何であろうか、一言を以って之を言うならば実に惨憺目に余るものがあると云っても過言ではない。朝鮮人労務者の内地送出の実情に当っての人質的掠奪的拉致等が朝鮮民情に及ぼす悪影響もさることながら送出即ち彼等の家計収入の停止を意味する場合が極めて多い様である…」、「徴用は別として其の他如何なる方式に依るも出動は全く拉致同様な状態である。其れは若し事前に於て之を知らせば皆逃亡するからである、そこで夜襲、誘出、其の他各種の方策を講じて人質的略奪拉致の事例が多くなるのである、何故に事前に知らせれば彼等は逃亡するか、要するにそこには彼等を精神的に惹付ける何物もなかったことから生ずるものと思はれる、内鮮を通じて労務管理の拙悪極まることは往々にして彼等の身心を破壊することのみならず残留家族の生活困難乃至破壊が屡々あったからである」と記録されている。
この復命書について、元朝鮮総督府高級官僚であった大師堂経慰は「この報告は朝鮮総督府への要求を緩和させるための、陳情の目的もあった事を理解して頂きたい」「これは朝鮮全体として見ると、決して一般的ではなかった。地方地方で事情が異なっており、各人により対応が異なっていた」と語っている。

##### 千葉県東金警察署長の報告書
終戦直後の1945年9月28日付の千葉県東金警察署長から千葉県知事宛「終戦後の朝鮮人取扱に対し極度の不平不満に関する件」では、「大東亜戦争勃発と同時に移入労働者を徴用するに当り、田畑より看守付きでしかも自宅に告げる事なく内地の稼動場所へと強制労働に従事せしめた」「朝鮮人も日本人である以上大東亜戦争をして有終の美を得せしむべく不可能なる労働を可能ならしめ戦力の増強に寄与したる点は内地人に劣らざる」と書いている。

## 労働現場の実態と事例

### 労働環境
山口公一は「動員された強制労働は過酷を極め、炭鉱労働者の場合はたこ部屋に入れられ、12時間を超える平均労働時間、生命の危険が多い炭鉱夫への配置がなされ、実際に死亡率が高かった。また、賃金は日本人の半分程度であり、強制貯金と労務係のピンハネの結果、手元には残らなかった」と主張している。
史実とはかけ離れたアクション娯楽映画であるが、2017年韓国製作の映画『軍艦島』が公開されたとき、それをみた端島（軍艦島）に当時いた元徴用工が、朝鮮人の待遇は劣悪で中国人の扱いはさらにひどかったとしながらも、多数の遺体をまとめて焼くシーンについて「亡くなった人は多かったが、日本人はその遺体をちゃんと弔って、韓国に送還していた。それだけは実に善良によくやった」と感想を語ったとされる。
西岡力は朝鮮人徴用工自身が書いた手記を元に、朝鮮人徴用工の待遇は良かったとしている。1944年12月に広島市の東洋工業に徴用されたある徴用工は、月給140円という高給を受け、なまこやあわびを食べ酒を飲んで宴会をするなど食生活も豊かだった。工場勤務も厳しいノルマなどなく、日本人の女工達と楽しく過ごしていた。夜には寄宿舎から外出して、日本人の戦争未亡人と愛人関係になっていた。また、1945年3月に大阪府の吉年可鏻鋳鉄工場に徴用された別の徴用工は、徴用工の隊長とケンカで殴り合いを繰り返し、宿場を抜け出し鉄道で東京の立川へ行き、「自由労働者」として働いた。朝鮮人の親方の飯場で雇われ、半日仕事で日給15円もらった。仕事を休み東京見物もしていた。さらに別の飯場に移ると日給20円に上がった。これらの話は、総じて、人目もある都市部で、最初から比較的大手の企業に徴兵等で減っていく日本人労働者と入れ替わるような形で雇われたというケースである。
また、韓国の落星台研究所イ・ウヨン研究員は、当時の炭坑の賃金台帳を元に朝鮮人炭鉱労働者の賃金が朝鮮半島で働く教員の4.2倍にもなる炭坑もあったとし、また他の職に就く日本人に比べても賃金面で優遇されていたとしており、韓国の映画などで「やせ細った朝鮮人労働者」のイメージが広がっているが「当時の写真を見れば健康で壮健堂々としていた」としている。
ジャーナリストの赤石晋一郎は韓国で複数の元徴用工に取材し、韓国内で流布されている被害者像とは異なる証言を得た。福岡県飯塚市の三菱炭鉱で働いていた崔漢永は「私は坑道を作る仕事を主にしていました。現場では日本人と朝鮮人が一緒に働いていた。休みは月に1日か2日でしたが、日本人も朝鮮人も同じ労働条件で、同じ賃金をもらっていました。」「朝鮮人だからと差別や暴行を受けるということもなかった。」と語った。20歳のときに佐賀県の造船所へ徴用された金炳鐵は、食料事情が厳しかった戦争末期も日本人と同じ食事が支給されていたと語っている。金は「私は労働が強制的だったとか、奴隷的だったとは思っていません。」と語っている。同郷だった姜彩九と孫義奉は10代の頃に徴用され、大阪の鉄工所で働いていたが、孫は「日本人から差別とか、奴隷のように働かされたという記憶はないですね。」と語った。姜は「仕事は鉄材を運ぶ仕事ばかりでした。それよりも恐ろしかったのは米軍の空襲です。夜に米機が姿を見せると、空襲警報が鳴りみな逃げ惑った。とても仕事を覚えるというような状況ではありませんでした」と語った。日本本土への空襲が酷くなった1945年以降は工員は散り散りとなり、姜は兵庫県の山中に逃げ込んで野宿生活を送っていた。

### 松代大本営建設における徴用
1944年11月11日から着工された松代大本営建設における徴用の場合、当初は朝鮮人約7,000人と日本人約3,000人が、1945年4月頃は日本人・朝鮮人1万人が交代で作業した。延べ人数では西松組・鹿島組県土木部工事関係12万人、付近の住民などの勤労奉仕隊7万9600人、西松組鹿島組関係15万7000人、朝鮮人労務者25万4000人、合計延べ61万0600人だった。「勤労報国隊」「勤労報国会」そして学生や生徒，児童などの日本人も工事に携わっていた。飯島滋明はその労働は過酷であったとし、松代大本営の地下壕の掘削は、そのほとんどが朝鮮人の手で進められた主張している。李性国、李浩根、李性欽は「松代」で働いていた朝鮮人は給金がもらえ、「怪我や病気なんかするとすぐに病院にいけた」と主張している。飯島は「その生活は極めて劣悪であり、3k労働である上に、食事はコーリャンに塩をかけたもので、量も少なく栄養失調や目が見えなくなった人もいた」と主張している。また、「朝鮮語を話しただけでもリンチを受け、あまりに酷い扱いに耐え切れず逃げ出すと見せしめに拷問を受けたという証言もある。林えいだいは「天皇の「ご座所」を掘った朝鮮人180名は、秘密漏洩を防ぐため殺害された」と主張している。

### 逃亡例
特別高等警察の記録 でも「移入朝鮮人労働者」による多くの逃亡があったとされている。日本内地に動員された朝鮮人労務者の逃走者総数は22万6497人である。内訳は、募集時7万8181人、官斡旋及び徴用時14万8316人。これら逃走者で発見送還された者4121人、職場復帰した者1万2626人、所在不明者は20万9750人に上った。
1944年の福岡県飯塚市住友鉱業所における労務斡旋と逃亡の事例は次のようなものだった。
山口公一は、1940年代の九州筑豊炭田地帯では全労働者の30 - 50%が朝鮮人労働者であったが、40%以上が逃亡したと言う。
君島和彦は「こうした戦時強制連行については、抵抗運動があった」と書き、遠藤公司の『戦時下の朝鮮人労働者連行政策の展開と労資関係』 や山田昭次の『朝鮮人強制連行研究をめぐる若干の問題』 を参考文献に挙げている。

## 証言

### 朝鮮総督府関係者の証言

#### 鎌田澤一郎の証言
宇垣一成が朝鮮総督を務めた時代（1927-1936年）に政策顧問を務め、同時に韓国統監府の機関紙である京城日報社の社長も務めた鎌田澤一郎は著書『朝鮮新話』1950年において、南次郎が朝鮮総督であった時代（1936-1942年）の労務者の強制的な徴募方法について、
と証言している。
ただし、鄭大均によれば、鎌田の証言は朴慶植など強制連行論者によく引用されてきたが、証言中の「総督がそれまで強行せよと命じたわけではないが、上司の鼻息を窺ふ朝鮮出身の末端の官吏や公吏がやつてのけた」という朝鮮人官僚が実行したという箇所について引用されることはまずないと指摘している。
朝鮮総督府に勤務し、戦後法務省入国管理局総務課で勤めた森田芳夫は、1939年から1945年の労務動員について「日華事変以後の戦時体制下にあって、政府は、朝鮮人を集団的に日本内地に強制移住せしめる策をとった」と説明している。
田原実の証言
朝鮮総督府鉱工局の田原実は雑誌の座談会において労働者徴募について半強制的という表現をとり、さらに途中や到着した時点で逃げ出す者が非常に多いこと、また、朝鮮でも日本と同様に徴用令を施行してはどうかという質問に対し（その時点では朝鮮ではまだ未施行であった）、彼個人としてはその必要はないと考えていること、その理由として、施行せずとも実質的に同じことが出来ていること、施行すれば寧ろ途中で逃げられた場合に徴用令違反ということで総督府としては法の威信を守るためにいちいち捜し出して逮捕せねばならなくなること（つまり、そのようなことをするくらいであれば、また別の代わりとなる人間を適当につかまえて労働者として送る方がはるかに簡単であるということ）を述べている。

### 労務者の証言

#### 崔亮鎬の証言
崔亮鎬の証言では、兵隊や憲兵による「片っ端」徴集がなされたので面長や面役所の募集係は断り切れなかったという。

#### 徴用志願者による証言

##### 崔基鎬の証言
戦時中に自らが三菱手稲鉱業所で徴用を志願した崔基鎬は、当時1,000名の鉱夫募集に対して7,000人の応募者が殺到したために1,000人が選考試験を受けたこと、「採用者（徴用者）たちは歓喜に溢れ、船内では全員歌舞に耽って、元気旺盛そのものであり、手稲鉱業所への就業後も、休祭日は自由に札幌市内に繰り出し、ショッピングはもとより銭函湾での船遊びまで楽しんだ」と証言している。
また、崔基鎬は北朝鮮と朝鮮総連は「徴用」を「強制連行」と言い換えるが、実態はまったく異なると批判し、さらに北朝鮮が「日帝に強制連行されたのは750万人」と主張したのを「でたらめ」であるとして、その理由を、当時徴用に応募した者は南朝鮮出身者であったし、北朝鮮地域出身者は1%にも満たないし、大蔵省管理局「日本人の海外活動に関する歴史調査」では1939年より1945年までの朝鮮人移入労働者は72万4727人であると反論している。また「北朝鮮と朝鮮総連は強制連行と主張するが、強制連行か、志願か、または徴用に対する応募であったかは、主観的判断による」「国民徴用令に基づく徴用、または挺身隊の志願者が多かったのは明白な事実であって、それらすべてを強制的に連行したというのはおかしい」と批判している。また、崔基鎬は、自身の徴用志願の体験を韓国の学者に語っても、その学者は「新聞で読んだ話は正反対」だとして、知人の実体験に基づく証言よりも、新聞の宣伝を信用するのであると述べている。

##### 崔千守の証言
1942年釜山で働いていたが、二人連れに宿に連れ込まれ、甘言で北海道からの応募に応じるよう迫られたものの、拒否したところ、便所にまで棒を持った見張りについてこられ、逃げ出せないまま、集められた約120人とともに北海道美唄近くの奈井江に連れていかれた。一度目の逃亡の失敗では激しい拷問を受ける。二度目の逃亡では警察につかまったが隙を見て脱出、朝鮮人の飯場で働いていたが、警察の手入れで他の朝鮮人脱走者らとともにつかまった。警察の拷問にも前の炭坑を吐かず、美唄炭鉱の原田組に回された。（吐けば奈井江の元の飯場に戻され、またさらにひどい拷問を受けることになったと思われる。）その後1943年千島列島の幌筵島で格納庫作りをした。完成後、小樽に戻ったが、働いた賃金千円は原田組に請求しても払ってもらえなかった。

##### 金成伯の証言
小作の出で、1942年村の役場で製鉄会社で給料が出て技術も教えてもらえるといわれ、応募。釜山から300人ほどでいったが、日鉄鉱山の坑内作業で賃金はもらえず、14時間労働、食事は乏しく、要求を出したところ、ヤキを入れられ、東室蘭の鷲別の菅原組のタコ部屋に移され、さらに千島の幌筵の海岸の埋立作業に送られる。幌筵の埋立作業では、竹棒を持った棒頭が作業の見張りをし、病人は生埋めであった。タコ部屋の真ん中の皆が見える場所でバットのような棒でヤキを入れ、リンチを繰り返し、からだが弱ると埋立地に運んで生埋めにしたという。金成伯自身は、憲兵に食事の劣悪さを訴えたが、憲兵隊自体がグルで、憲兵に殴られ、次いで送り返されて棒頭らに殴られてヤキを入れられ傷を負ったが、命は助かっている。　　　

##### 李昌燮の証言
村に警官が来て毎日のように兵に志願するよう圧力をかけるので、それを逃れるため、1940年カラフトの川上炭鉱から鉱夫募集が来たとき、そちらに行った。朝鮮人寮があり、終戦時は朝鮮人は千五百人になった。食事は劣悪、日曜の休みもなく、朝鮮語は禁止、賃金は本土の人間の5～6割だった。転退職の自由は実質なく、3回脱走したがそのたびに警察等につかまり戻された。彼自身はタコ部屋の労務者ではなかったが、タコ部屋の労務者はもっと待遇がひどかったという。なお、川上炭鉱の町には騙して連れて来られ、売春をやらされていた朝鮮人慰安婦がいたという。

##### 金鐘化の証言
カラフトに渡りイトコの家に1年以上住んでいたが、1940年自ら三菱塔路炭鉱直属の支柱夫となる。彼自身は日本人宿舎に入り、そこはタコ部屋ではなかったが、食事の量はきわめて少なかった。朝鮮人労働者は5千～6千人いて、その半分くらいはタコ部屋の労働者だった。炭鉱現場の途中に大きな建物があり、そこは監視所で労務者にヤキを入れる場所でもあった。さらに、ひどいヤキを入れる際の場所が山奥にあったという。労務係が無数にいて、皆ムチかカシらしき棒を持っていた。彼の労働はタコ部屋よりは楽だったが、それでもからだがもたないため、半年程度でやめた（彼の場合は、タコ部屋ではなく、地元労働者の扱いであったため、無難にやめることが出来ている）。

## 人数・総数

### 当時の在日朝鮮人の全人口
1959年7月1日の韓国政府見解では在日韓人は1939年に961,591人、1944年に1,936,843人。1959年（昭和34年）7月11日の日本外務省発表では在日朝鮮人の総数は1939年末で約100万人。1945年終戦直前には約200万人とした。
法務省入国管理局「終戦前における在日朝鮮人人口の推移」によると、労務動員計画が開始された1939年の在日朝鮮人の人口は96万1591人、1940年119万444人、1941年146万9230人、官斡旋による動員が開始された1942年は162万5054人、1943年188万2456人、1944年9月から朝鮮全土で国民徴用令による動員が開始されたこの年の人口は193万6843人。他方、1944年当時の朝鮮における総人口は2591万7881人であり、このうち内地人は71万2583人であった。
法政大学大原社会問題研究所によれば、終戦当時の在日朝鮮人の全人口は約210万人。また日本人8人、在日朝鮮人11人によって構成された「朝鮮人強制連行真相調査団」は、2,365,263人だと主張している。

### 日本での調査・主張
朝鮮人の労務動員の総数については、政府調査でも確定しておらず、研究者間でも様々な見解がある。
日本への労務動員数としては、
- 1945年9月の厚生省勤労局「朝鮮人集団移入状況調」で66万7684人とある[98]。この厚生省調査については、日韓両政府が採用している[33][98][99][100]。韓国政府は1961年12月21日の日韓会談で動員数に関する資料「被徴用者数」を提出し[100]、労務者または軍人軍属として日本に強制徴用された韓国人が、その徴用により蒙った被害に対し補償を請求するものであるとし次のように主張した。「太平洋戦争前後を通じ日本に強制徴用されたものは、労務者66万7684人、軍人軍属36万5000人、計103万2684人で、うち労務者1万9603人、軍人軍属8万3000人、計10万2603人が死亡または負傷した。これらにつき、生存者単価200ドル、計1億8600万ドル、死亡者単価1650ドル、計1億2800万ドル、負傷者単価2000ドル、計5000万ドル、総計3億6400万ドルを請求する」[101]。死者数については、労務者1万2603人、軍人軍属6万5000人としている[100]。また韓国政府は被徴用者（軍人軍属を含む）の未払い賃金等の未収金として2億3700万円を請求した[102]。一方、日本政府は1962年2月13日の日韓会談で「朝鮮関係軍人軍属数」を提出[103]、1962年2月23日に「集団移入朝鮮人労務者数」を提出した[33]。労務動員数については、自由募集（1939年9月～1942年2月）14万8549人、官斡旋（1942年2月～1944年8月）約32万人、国民徴用（1944年9月～1945年4月頃）約20万人、総数66万7684人との数値を提示した[33][104]。1939年から1945年までに期間満了で帰還したもの（5万2108人）、不良送還（1万5801人）、逃亡（22万6497人）、死亡・病気・転出等（4万6306人）を除外すれば、終戦時現在数は32万2890人としている[33][105][106]。これらの数値は朝鮮半島から日本内地へ動員された労務動員数であり、朝鮮半島内・樺太・南洋占領地等に動員された朝鮮人労務者は対象外となった。朝鮮人の労務動員について外務省は、「同統計[107]によると、昭和14年から昭和20年までに朝鮮総督府が送り出した朝鮮人労務者数は725,000名[107]であるが、同数は強制度の殆んど加わらなかった自由募集、強制徴用の徴用、およびその中間の官斡旋の三者を含む」としている[105]。また朝鮮から日本内地への移入数について「厚生省勤労局の移入朝鮮人労務者勤労状況報告なるものの昭和19年3月分が存在し、それまでの移入労務者数を、392,997名と記録している。他方、同じく厚生省資料と思われる昭和19年度（但し20年2月まで）朝鮮人労務者移入状況調（当課、森田事務官所有）によれば、昭和19年度の移入総数は254,397名であり、前記労働省資料と合計すれば、昭和20年2月までの労働者移入総数は大体64万程度[42]となり、同年3月より8月の終戦までの移入数を適当に推定すれば終戦までの移入総数は65万ないし70万程度[42]と推定される。上記移入総数は、前記総督府の資料[105][107]である送り出し労務者数725,000名とも大差のないものである。（送り出し総数が日本の移入総数より多数なのは輸送途次の逃亡者の多かったこと、および日本以外の南洋、樺太等に送り出されたものが移入数には入っていないこと等に基因するものと思われる。）またこの意味では昨年末請求権委員会で、韓国側の提示した移入労務者667,684名の数値も必ずしも不正確とはいえないものの如くである」との見解であった[105]。日本政府が主張した朝鮮人軍人軍属数は、陸軍（復員13万4512人、死亡8861人）14万3373人、海軍（復員8万5647人、死亡1万3321人）9万8968人、総計24万2341人としている[103]。被徴用者に対する韓国政府の請求について日本政府は、「被徴用韓人未収金」については、原則「支払う方針とする」とし、「被徴用韓人補償金」については、「徴用自体は、わが国内法上不当ではなく日本人にも徴用したことに対する補償金は支払っていないから、かかる請求は拒否する。（ただし、特別の配慮として引揚者に準じた見舞金の支払は、考慮の余地ありという考え方も一部にあった。）」との見解であった[105][108]。
- 1947年頃に書かれた大蔵省管理局『日本人の海外活動に関する歴史的調査』（通巻第10冊:朝鮮編第9分冊）では日本への労務動員数は72万4787人とある[98]。また、朝鮮内外での国民徴用数を約27万人、現員徴用者は約26万145人、朝鮮内の官斡旋数は約42万人、軍要員は約15万人。
- 1959年（昭和34年）7月11日の外務省発表では、1939年末から1945年終戦までに増加した在日朝鮮人約100万人のうち、約70万人は自発的渡航と出生による自然増加、残り30万人の大部分は仕事の募集に応じて自由契約にもとづいたものと報告した[92][93]。また、終戦後、在日朝鮮人の約75%が朝鮮に引揚げ（1946年までに約148万人が韓国に、1947年の北朝鮮引揚計画では350人が帰還）、残る約42万人は自由意思で日本に残留したのであり、1959年時点で在日朝鮮人約61万1085人のうち戦時中に徴用労務者としてきたものは245人と報告した[92][93][109]。

軍務動員については、
- 厚生省援護局「朝鮮在籍旧陸海軍軍人軍属出身地別統計表」（1962年）に24万2341人とある[98]。
- 1953年の法務省入国管理局総務課「朝鮮人人員表（地域別）分類表（陸軍）」では25万7404人、同「終戦後朝鮮人海軍軍人軍属復員事務状況」に10万6782人とあることから、強制動員真相究明ネットワーク（代表飛田雄一、上杉聡、内海愛子）では合計36万人4186人としている[98]。
- 日韓会談で日韓双方が主張した軍人軍属数は、韓国政府主張36万5000人[100]、日本政府主張24万2341人[103]であった。

#### 様々な見解
- 森田芳夫は1955年の著書『在日朝鮮人処遇の推移と現状』で、昭和14年以来の約60万の動員労務者中、逃亡・所在不明が約22万、期間満了帰鮮者，不良送還者その他をのぞくと事業場現在数は動員労務者の半数にもみたなかった」と書いており[110][41]、これに従えば約30万未満となる。
- 1974年の法務省・編「在留外国人統計」では、朝鮮人の日本上陸は1941年から1944年の間で1万4514人とされ、同時期までの朝鮮人63万8806人のうち来日時期不明が54万3174人であった[111]。
- 「（強制連行について）日本政府は、72万人としている」と水野直樹は書いている[112]。ただし、日本政府は公式に72万人と計算を公表していない。
- 角川書店『角川新版日本史辞典』（1997年）では朝鮮人動員数は「72万人とも150万人とも」と書かれている（中国人は約4万人）[113]。
- 西岡力は終戦時の在日朝鮮人は約200万人であり、1939年（昭和14年）からの朝鮮人内地移送計画によって終戦までに増加した120万人のうち戦時動員労働者が32万人、計画期間中に自発的に日本へ渡航した朝鮮人労働者とその家族が63万人、官斡旋・徴用で渡航した後に現場から逃走し自由労働者となった者が25万人であると述べている[114]。

80万説
山口公一は、日本や樺太、アジア太平洋地域などへの強制連行は約80万人だが、朝鮮内への動員もなされており、合計485万人に達すると主張している。2014年、強制連行研究者の竹内康人が韓国の新聞聯合ニュースに報告したところによれば、内務省警保局理事官の種村一男の資料から、1939年度から1944年9月までに朝鮮人59万9306人を労務動員の名目で「強制連行」したことが判明した。その内訳は1939年度が7万9660人、1940年度が8万7133人、1941年度が7万5155人、1942年度が12万2262人、1943年度が11万7943人、1944年度4月〜9月が11万7152人（以上合計59万9305人）で、これに1944年〜1945年に動員30万人の推計を計算すると、約80万人となるとした。これまでの説では66〜72万人であったが、それには縁故募集は含まれていなかったとした。

### 在日韓国人による調査
在日本大韓民国民団の子団体、在日本大韓民国青年会の中央本部が、1988年に刊行した『アボジ聞かせて あの日のことを-我々の歴史を取り戻す運動報告書 --』では、渡日理由について、在日一世1106名から聞き取り調査し、「徴兵・徴用13.3%」「経済的理由39.6%」「結婚・親族との同居17.3%」「留学9.5%」となっている（1,106名のうち、渡航時12歳未満だった者は回答に含まず）。

### 韓国における主張
在日韓僑について李承晩政権は、「300万人が帰国したが、まだ60万人が残っている」として「彼らに正当な権利を与えるべきだ」と主張した。
李承晩政権は1959年7月1日に「在日韓人の北送問題に対する政府の立場」で、1905年から1945年にかけて約200万人の韓国人が日本移住を強要され、1942年から1945年だけでも約52万人が強制労役に従事した。戦後約134万が送還されたが、約65万人が日本に残ったと主張した。日本の外務省はこれに反論した（後述）。
大韓民国国定教科書では、「650万人の朝鮮人が強制的に動員され、数十万人の朝鮮女性が強制的に慰安婦にされた」と虚偽が記載されていた。しかし、李栄薫ソウル大学教授は1940年当時の20歳から40歳の朝鮮人男性は321万人で、16歳から21歳の朝鮮女性は125万人であるため、この数値は虚構であり、日本帝国による被害が誇張されていると批判した。
岩波書店によると韓国人主流側の人々に「これら動員された者の賃金が未払い、あるいは強制貯金をさせられて引き出せないまま受取不能となった」、そのために補償を求める韓国人がなお存在すると主張されている。もう一つには、「戦争末期の法令による徴用ばかりか当初来の自由意思によるべき募集においても、動員側関係者らによる様々な欺罔、日本支配下の朝鮮総督府役人らによる権威・権力を利用した強制的な動員もあったとされる」と主張されている。そのために、これらを根拠に責任や賠償をどう捉えるかにつき、日韓双方の公の法的見解や国民感情の相違が露わとなり、しばしば大きな政治問題となっている。とくに後者の場合には、問題となる動員を「正確に区分するため」とて、韓国では途中から徴用以外の旧朝鮮半島出身労働者にさえも「強制動員」との造語が使われることも多くなっている。日本においても彼らの主張を支持する人々は、その用語をあえて用いる。

### 北朝鮮における主張
2002年の日朝首脳会談後、北朝鮮の朝鮮労働党機関誌「労働新聞」は2003年1月31日記事で、強制連行された朝鮮人は840万人と新調査で解明されたと報道した。
また朝鮮新報2003年2月4日記事では、「強制徴兵者」の数は陸軍（志願兵）が1万7664人、陸海軍（徴兵）が24万847人、学徒兵が4385人、陸海軍（軍属）が15万4186、強制徴用者の総数は778万4839人で、これに日本軍慰安婦20万人 を足して840万人と計算された。同記事では日本が朝鮮を占領した当初から朝鮮人を野蛮な方法で抑圧、搾取し、さらに朝鮮人労働者に「中世期的な奴隷労働」を強要したことは「類例のない非人間的で反人倫的な犯罪」「人類史に前例のない最大、最悪のもの」「想像を絶する悪行」であると批判した。具体的には朝鮮人労働者は一日に14-16時間の労働を強いられた、朝鮮の青年を戦場で弾除けにした、朝鮮人女性を手当たり次第、慰安婦として連行して性奴隷の生活を強要したと述べた。2005年4月の国連人権委員会でも北朝鮮は同様の主張をした。
こうした北朝鮮の主張について李栄薫は虚構とした。

## 戦後

### 終戦時の帰国状況
韓国併合の翌年（1911年）、内地在留の朝鮮人は2527人にすぎなかったが、大正中期以後朝鮮における人口増加、鉱工業未発達等のため、低賃金労働者として日本内地に移住する者が増加した。1926年（昭和元年）の在留朝鮮人の人口は14万3798人であったが、1934年に53万7695人、1938年には79万9878人に増加した。さらに、第二次世界大戦中、徴用などの労務動員により著しく増加し、朝鮮で官斡旋による労務動員が開始された1942年には162万5054人に増加し、1945年の終戦時には200万人を超えていたとされている。終戦後、日本が連合国の占領下に置かれてから間もなく集団的な引揚げが開始され、1946年3月末までに一挙に約140万人が内地から南鮮（韓国）に引揚げた。次いで、日本政府は連合国軍総司令部(GHQ)の指令に基づき、1946年3月に残留朝鮮人全員約65万人について帰還希望者の有無を調査したが、その結果、朝鮮への帰還希望者は約50万人であった。しかし、朝鮮は北緯38度線を境に国土が二分され経済再建が思わしくなく、生活の見通しも立たないことから帰還した者は約8万人にすぎず、1950年に勃発した朝鮮戦争により引揚げは事実上終了した。韓国政府発表によれば、1949年末までに正式登録された引揚者数は141万4258人としている。北鮮（北朝鮮）への引揚げは、佐世保より1947年3月に233人、6月に118人、計351人が帰還した。1946年6月、連合国軍総司令部(GHQ)の覚書「日本への不法入国の抑制」により不法入国者の収容所が設けられ、以後1950年11月までに第二次世界大戦後の不法入国者約4万6000人が南鮮（韓国）に送還されている。1950年10月に出入国管理庁が設立され、1950年12月から日本の出入国管理法令に基づいて強制送還業務が実施されるようになり、これ以後1964年までに大村入国者収容所・川崎入国者収容所浜松分室に収容中の第二次世界大戦後の不法入国者や刑余者など2万2192人が韓国に強制送還された。1959年12月からは北朝鮮への帰還事業が実施され、1984年までに9万3340人（日本人、中国人、国内仮放免中の朝鮮人を含む）が北朝鮮に帰還している。法務省統計によれば、1952年から1964年までに帰化（日本国籍取得）した朝鮮人は3万3897人と記録されている。1964年4月1日現在、在留朝鮮人の総数は57万8572人であった。
朴慶植によれば、日本の敗戦によって強制労働させられていた朝鮮人労働者は先を争って帰国した。ノンフィクション作家の金賛汀は1945年8月15日を「強制連行、強制労働からの解放の日」であったとした。金はさらに「すべての朝鮮人強制連行者が、帰国を急いだ」が、「日本に進駐した米軍は朝鮮人の帰国を一時停止し、港に朝鮮人が集結することを禁止した。（中略）事態が混乱し、収拾が困難になるにしたがい、進駐米軍も、朝鮮人強制連行者を帰国させる以外にこの混乱を収拾する方法がないことを認め、彼らの帰国が再開された。」「強制連行者の多くは、この時期に帰国した」と書いている。金賛汀はまた、帰国する朝鮮人の未払い賃金を、朝鮮総連が各企業に請求して徴収したが、そのほとんどは労働者個人には渡らず、朝鮮総連の活動資金となり、また朝鮮総連から日本共産党にも渡された、と述べている。

### 在日朝鮮人帰還事業と強制連行論
朝鮮戦争休戦後、1959年から北朝鮮への在日朝鮮人の帰還事業が推進されるようになった。これに対して韓国は「北送」として抗議した。外務省は朝鮮人渡来等に関する外務省発表(1959)を発表した。

#### 韓国による強制連行論
李承晩政権は1959年7月1日に「在日韓人の北送問題に対する政府の立場」で、日本政府に対して以下のことを主張した
- 「日本が植民地として韓国を占領した1905年から1945年の期間中、約200万人の韓国人が日本に移住することを強要された」
- 「1942年から1945年に至る間でだけでも約52万人の韓国人が日本に連れて行かれ、軍需工場で強制労役に従事した。」
- 「1939年に961,591人だった彼ら在日韓人は、1944年には1,936,843人に増加した。1945年日本が降伏した後約134万名の韓国人が現在の大韓民国の地に送還されたが、彼らは過去数年間の強制労働の代価や財産上の損失、または彼らが受けて来た不当な待遇に対して何の補償も受けられないで送還されたので、残る約65万人の韓国人は日本に残る道を選んだ」。
- 「在日韓人は移住を強要され、また強制労働者として利用されただけでなく、日本で出生した日本人と同等の地位を付与しなかったのに、日本は彼らを日本国民として看做した」「1952年日本が独立を回復した後に、彼らは特別に優待されなければならなかったのにも拘わらず、日本政府は却って雇用、教育、厚生、法律適用、一般社会生活その他、すべての面でわざと差別待遇をした」
- 「日本は1923年の東京大震災の時、数十万の韓国人を大量虐殺した」
- 「罪名も裁判もなく、またいつ釈放されるという希望も与えず、数多くの韓国人を強制収容所に閉じ込めて置いた」

### 日本外務省による反論
このような「現在日本に居住している朝鮮人の大部分は、日本政府が強制的に労働させるためにつれてきたものであるという主張」に対する反論として、外務省は1959年（昭和34年）7月11日に「在日朝鮮人の渡来および引揚げに関する経緯、とくに、戦時中の徴用労務者について」を発表した。この朝鮮人渡来等に関する外務省発表では「第二次大戦中内地に渡来した朝鮮人、したがつてまた、現在日本に居住している朝鮮人の大部分は、日本政府が強制的に労働させるためにつれてきたものであるというような誤解や中傷が世間の一部に行われているが、右は事実に反する」と明記され、実情として以下のことが記載されている。
- 1939年末日本内地に居住していた朝鮮人の総数は約100万人。1945年終戦直前には約200万人に達した。この間に増加した約100万人のうち、約70万人は「自から内地に職を求めてきた個別渡航と出生による自然増加による」。「残りの30万人の大部分は工鉱業、土木事業等による募集に応じて自由契約にもとづき内地に渡来したもの」であった[92][93]。
- 元来、国民徴用令は朝鮮人（当時は日本国民）のみに限らず、日本国民全般を対象としたもので、日本内地では1939年7月に施行されたが、「朝鮮への適用は、できる限り差し控え、ようやく1944年9月に至つて、はじめて、朝鮮から内地へ送り出される労務者について実施」され、1945年3月（関釜間の運航が杜絶したため）までの短期間であった[92][93]。
- 終戦後、在日朝鮮人の約75%が朝鮮に引揚げた。

1. 1945年8月から1946年3月までに、帰国を希望する朝鮮人は日本政府の配船によつて、約90万人、個別的引揚げで約50万人、計約140万人が朝鮮へ引揚げ、また復員軍人、軍属および動員労務者等は特に優先的便宜が与えられた[92][93]。
2. 1946年3月、連合国最高司令官の指令に基づき残留朝鮮人約65万人について帰還希望の有無を調査。帰還希望者は約50万人ということであつたが、実際に朝鮮へ引揚げたものは約8万人にすぎず、「残余のものは自から日本に残る途をえらんだ」[92][93]。
3. 1946年3月の米ソ協定、1947年3月連合国最高司令官の指令により北朝鮮引揚計画がたてられ、約1万人が申し込んだが、実際に帰還したのは350人だった。
4. 朝鮮戦争中は朝鮮南北いずれへの帰還も行わなかつた。休戦成立後南鮮へは1958年末までに数千人が南鮮へ引揚げた。

- 北朝鮮へは香港経由等で数十人が、自費で「北鮮へ引揚げたのではないかと思われる」[92][93]。

このように記載したあと、「こうして朝鮮へ引揚げずに、自からの意思で日本に残つたものの大部分は早くから日本に来住して生活基盤を築いていた者であつた。戦時中に渡来した労務者や復員軍人、軍属などは日本内地になじみが少ないだけに、終戦後日本に残つたものは極めて少数である」とし、1959年時点での在日朝鮮人の総数は約61万で、外国人登録票について調査した結果、戦時中に徴用労務者としてきたものは245人であったとした。さらに、「終戦後、日本政府としては帰国を希望する朝鮮人には常時帰国の途を開き、現に帰国した者が多数ある次第であつて、現在日本に居住している者は、前記245人を含みみな自分の自由意志によつて日本に留まつた者また日本生れのものである。したがつて現在日本政府が本人の意志に反して日本に留めているような朝鮮人は犯罪者を除き1名もない」と結論した。
1959年の在日朝鮮人の来住特別内訳表。
登録在日朝鮮人総数 611,085人
- 所在不明 13,898人（1956年8月1日以降登録未切替）
- 居住地の明らかなもの 597,187人
  - 終戦前からの在留者 388,359人
    - 1939年8月以前に来住したもの 107,996人
    - 1938年9月1日から1945年8月15日までの間に来住したもの 35,016人
    - 来住時不明のもの 72,036人
    - 終戦前の日本生れ 173,311人

  - 終戦後の日本生れおよび入国者 208,828人

#### 外務省発表への批判
外務省の見解については発表直後から在日コリアンによって批判された。朝日新聞1959年7月14日記事によれば、朝鮮総連が具体的な数字を挙げて反論の声明を出した。
朴慶植 は、外務省発表が史実に目を向けていないことに大きな憤りを感じて事実発掘の研究をはじめ、1965年『朝鮮人強制連行の記録』（未来社）を発表した。この本は、強制連行という言葉が広がるきっかけになった。朴によれば、朝鮮人の強制連行は日本政府企画院が策定した「労務動員計画」に基づき実施された。朝鮮人に対しては1944年8月まで内地（日本）人と異なり国民徴用令は適用されなかったが、「企業による募集形式で強制連行された」と指摘している:50。鄭大均首都大学東京教授によれば、朴慶植によって初めて「強制連行」という言葉が日本軍による徴用に限定して使われた。『朝鮮人強制連行の記録』には付録として北朝鮮の平壌での「朝鮮民主法律家協会の声明」（1964年3月20日）が添付されている。
東京大学大学院准教授外村大は「在日コリアンの大部分が強制連行によって日本に来たとする主張は誤りである」が、この外務省発表には「労務動員の実態把握の誤謬がある」と批判している。外務省資料は、徴用（国民徴用令適用による徴用）以外の労務動員についてあたかも問題なしに進められ朝鮮人が望んで日本にやってきたかのように「『自ら内地に職を求めてきた個別渡航と出生による自然増加』が約70万人」と記録しているが、1939年以降の徴用ではない「募集」「官斡旋」と呼んでいた制度も「自由契約」とは到底言えないケースが多数見られており、それは、朝鮮総督府の事務官が『大陸東洋経済』1943年12月1日号において「労働者の取りまとめは…半強制的にやっております」と述べている事からも確認できるのだという。外村は2010年の論文で「戦時期の動員計画に基づく日本の事業所への朝鮮人の配置は徴用によってのみ行われたわけではない。すでに述べたようにそれ以前の「募集」「官斡旋」によっても行われたのであり、それらの場合でも暴力性を伴う労働者の充足＝強制連行と呼ぶにふさわしい実態があった。在日コリアンのルーツのどれだけが強制連行と関係しているのかを論じるのであれば、徴用によって日本に来た朝鮮人の外国人登録者の数字のみを挙げて云々するではなく少なくとも「募集」「官斡旋」によって日本に来た者でその後も居住している朝鮮人の数字を含めて考えなければならない」と主張している。さらに「外務省資料は「朝鮮人徴用労務者」の日本内地への「導入」が「1944年9月から1945年3月（1945年3月以後は関釜間の通常運行が途絶したためその導入は事実上困難となった）までの短期間」としているが、これも間違いであり企業の文書や当時の新聞史料から1945年3月以降も徴用された朝鮮人の日本内地への送り出しが続けられていることが確認できる」としている。なお、外村は「強制かそうではないかの議論は不毛だ。本人が強制と考えたらそれは強制だ」と主張している。

## 戦後補償問題

### 日韓基本条約・日韓請求権協定
詳細は「日韓基本条約」「日韓請求権協定」「日本の戦争賠償と戦後補償」を参照
日本と韓国は1965年の日韓基本条約と日韓請求権協定によって日韓請求権問題が「完全かつ最終的に解決された」と確認した。

### 対日請求の再燃と賠償請求裁判
韓国は1965年の請求権協定によって対日請求権を放棄したとしてきた。しかし、1991年8月27日、日本の参議院予算委員会で当時の柳井俊二外務省条約局長が「（日韓基本条約は）いわゆる個人の請求権そのものを国内法的な意味で消滅させたというものではない。日韓両国間で政府としてこれを外交保護権の行使として取り上げることができないという意味だ」と答弁。それを受けて、韓国では1997年に朝鮮人強制連行に関連して賠償請求訴訟がはじまった。その後、原告敗訴が続いた。
2002年10月には、日本弁護士連合会が小泉政権に朝鮮人強制連行問題の真相究明と被害回復措置を講じるよう勧告した。
また、朝鮮人強制連行問題は未解決であるとする強制動員真相究明ネットワークが組織され、日韓政府へ働きかけて行った。
2005年の盧武鉉政権以降、対日請求が再燃したが、2009年、韓国政府は日韓請求権協定によって完了したと確認した。
しかし、さらに2012年5月、韓国最高裁（大法院）が「個人請求権は消えていない」と判定し、三菱重工業や新日本製鉄（現新日鉄住金）など日本企業は、徴用者に対する賠償責任があるとした。
2013年2月、富山市の機械メーカー不二越による戦時中の動員に対して、強制動員被害者13人と遺族が計17億ウォン（約1億5000万円）の賠償を求める訴訟をソウル中央地裁に起こした。
2013年3月、日本製鐵（現日本製鉄）の釜石製鉄所（岩手県）と八幡製鐵所（福岡県）に強制動員された元朝鮮人労務者ら8人が、新日本製鐵（現日本製鉄）に8億ウォン（約7000万円）支払いを要求してソウル中央地裁に損害賠償請求訴訟をおこした。2013年7月10日、ソウル高裁は判決で新日鉄住金に賠償を命じた。その後、新日鉄住金は上告し、菅義偉官房長官は「日韓間の財産請求権の問題は解決済みという我が国の立場に相いれない判決であれば容認できない」とコメントした。しかし、前記柳井局長答弁にあるように協定自体は個人の請求権を国内法的な意味で消滅させるものではない。1993年5月26日の衆議院予算委員会における丹波實外務省条約局長答弁や、2003年に参議院に提出された小泉総理の答弁書によれば同協定を受けて日本国内で成立した措置法によって請求の根拠となる韓国国民の財産権は国内法上消滅した。実際に日本の裁判所で争われた旧日本製鉄大阪訴訟において、大阪高裁は2002年11月19日の判決で協定の国内法的措置である財産措置法による財産権消滅を根拠に一審原告の控訴を棄却している。この裁判はその後上告を棄却され確定した。大阪高裁が決め手とした財産措置法は日本の国内法であるから、日本法が準拠法として採用されない限り韓国の裁判所を拘束しない。そのため、大阪高裁で決め手となった財産措置法は韓国の裁判所では争点となっていない。
その後、2018年10月30日、韓国大法院は個人的請求権を認めた控訴審を支持し、新日鉄住金の上告を退けた。大法院判決多数意見は、徴用工の個人賠償請求権は請求権協定の効力範囲に含まれないと判断した。これに対し、3人の裁判官の個別意見は、徴用工の個人賠償請求権は請求権協定の効力範囲に含まれるが、両国間で外交上の保護権が放棄されたに過ぎないとした。この中で現在の日本政府の見解を肯定した日本の2007年最高裁判決の事案で問題となったサンフランシスコ平和条約についても言及し、個人損害賠償請求権の放棄を明確に定めたサンフランシスコ平和条約と「完全かつ最終的な解決」を宣言しただけの請求権協定を同じに解することは出来ないとしている。また、2人の裁判官の反対意見は、徴用工の個人賠償請求権は請求権協定の効力範囲に含まれ、かつ、請求権協定によって日韓両国民が個人損害賠償請求権を裁判上訴求する権利が失われたとした。その意見によれば、個人損害賠償請求権自体は消滅していないものの、日韓請求権協定によって外交上の保護権が放棄されただけでなく、日韓両国民が個人損害賠償請求権を裁判上訴求する権利も制限されたため、個人損害賠償請求権の裁判上の権利行使は許されないとのことである。これに対して安倍首相は衆議院本会議において「1965年の日韓請求権協定で完全かつ最終的に解決している。この判決は、国際法に照らしあり得ない判断だ。日本政府として毅然として対応していく」と答弁している。
2018年11月29日には同じく新日鉄住金に対して別の徴用工の遺族3人が提訴した訴訟の第二審判決が下される予定である。

### 韓国における議論
日本の官斡旋と酷似している韓独勤労者採用協定による西ドイツへのの炭鉱や看護婦派遣は労災死者含めて賛美されている。韓国国内で批判の対象にあげられる日本統治下の炭鉱で働いた朝鮮人全体の75%は自発的に給与目当てでしたケースに該当し、戦時募集、官斡旋、徴用による渡航は、25%に過ぎなかった。
戦後に自国でより過酷に動員された約30万人中約9000人が死亡した韓国勤務団（KSC：Korean Service Corps）や、地元の公的機関が関わる形で塩田奴隷事件などを起こしているため、自国へのダブルスタンダードへの批判もある。韓国では70年代から80年代にかけて、兄弟福祉院事件も起こっている。

## 歴史認識問題

### 「強制連行」の呼称をめぐる議論
日本による朝鮮半島への戦時動員のうち、主に労務動員の各種形式による「内地」への動員に対し、「集め方が強制的であった」として「強制連行」という呼称が1970年代から2000年代初頭にかけて盛んに使用された。しかし、この「強制連行」という呼称には疑義が出されている（「朝鮮人強制連行」参照）。
| 動員形式       | 動員先       | 1942年度 | %     | 1943年度 | %     | 1944年度  | %     |
| -------------- | ------------ | -------- | ----- | -------- | ----- | --------- | ----- |
| 道内動員       | 朝鮮のみ     | 333,976  | 64.1  | 685,733  | 77.7  | 2,454,724 | 82.9  |
| (道内動員内訳) | (道内官斡旋) |          |       |          |       | 492,131   |       |
| 〃             | (勤報隊)     |          |       |          |       | 1,925,272 |       |
| 〃             | (募集)       |          |       |          |       | 37,321    |       |
| 官斡旋         | 朝鮮         | 49,030   | 9.4   | 58,924   | 6.7   | 76,617    | 2.6   |
| 〃             | 日本         | 115,815  | 22.2  | 125,955  | 14.3  | 85,243    | 2.9   |
| 〃             | その他       | -        | -     | -        | -     | -         | -     |
| 徴用           | 朝鮮         | 90       | 0.0   | 648      | 0.1   | 19,655    | 0.7   |
| 〃             | 日本         | 3,871    | 0.7   | 2,341    | 0.3   | 201,189   | 6.8   |
| 〃             | その他       | 135      | 0.0   |          |       |           |       |
| 軍要員         | 朝鮮         | 1,633    | 0.3   | 1,328    | 0.2   | 112,020   | 3.8   |
| 〃             | 日本         | 300      | 0.1   | 2,350    | 0.3   | 3,000     | 0.1   |
| -              | その他       | 16,367   | 3.1   | 5,648    | 0.6   | 7,796     | 0.3   |
| 合計           | -            | 521,217  | 100.0 | 882,927  | 100.0 | 2,960,244 | 100.0 |

### 戦時中の朝鮮半島における労務動員が一律に「徴用」と認識されていた可能性について

#### 研究・分析
木村, 2005は、朝鮮人元労務者の証言・回顧を分析するなかで、1944年9月の「一般徴用」開始以前に動員されているはずの人々が自身の動員を「徴用された」と回顧していること、また量的に多数を占めていたはずの「官斡旋」への言及がほとんど見られない点に気づき、次のように分析している。
ここではこの点を知る為の具体的資料として比較的良く知られた、朝鮮人強制連行真相調査団編『強制連行された朝鮮人の証言』(明石書店、1990年)から見てみることにしよう。この資料には、都合、23名の「体験者」の証言が挙げられている。これらの事例は、目次を見ると、12件13人の「強制連行」に関する事例と、10件10人の「強制労働」に関する事例とに区分されている。
 「強制連行」に関わるとされる10件の事例の概略は<表9>のようになる。一見してわかることが幾つかある。第一は、ここで挙げられている事例においては、正確な期日が明らかでないものを含めて、全てが1944年9月の一般徴用開始以前の時期の動員であること、第二に、にも拘らずその多くが、自らが「徴用」により日本へと動員されてきた、と回想していることである。『日本人の海外活動に関する歴史調査』が述べるように、1944年9月以前には、一般労務に対する徴用は未だ実施されておらず、その範囲は、「軍関係方面労務」に狭く限定されていた。このことは既に挙げた統計的数値にも明確に現れている。
 第三に注目されることは、これまでの分類においては重要な地位を占め、就中、1942年から43年までの間の朝鮮半島から内地に対する人的動員において圧倒的な比重を占めた筈の、「官斡旋」に関する直接的言及が見られないことである。(中略)このような問題を考える上で、最初の手がかりとなるのは、文献資料においては、朝鮮半島における総動員において重要な比重を占める筈の「官斡旋」に対する直接的言及が、どうして『強制 連行された朝鮮人の証言』に収録された「体験者」の回想においては出てこないのか、ということであるかも知れない。既に述べたように、朝鮮半島において国民徴用令による一般徴用が開始されたのは、1944年8月閣議決定を経て後のことであり、それ以前における徴用は、狭く「軍関係労務」に限定され、その数も朝鮮半島から内地への動員全体に対して数パーセントの比重を占めるだけに過ぎなかった36。徴用先等の性格から見て、『強制連行された朝鮮人の証言』に収録された事例においては、これ以前に内地へと既に移住し、内地にて徴用を受けた事例を除いては、これに該当すると思われる事例は極めて少ない。
このような資料と「証言」の両者を整合的に理解する唯一の方法は、そもそも当時の朝鮮半島 の人々の意識の中には、「官斡旋」という独自の分類は存在せず、「官斡旋」と「徴用」を一括りにして、「徴用」として理解されていたのではないか、ということであろう。そのことは、「官斡旋」とは異なり、「募集」の方は様々な資料37において比較的明確な形で出ていることによって裏付けられるかかも知れない。(pp.334,337)

#### 証言
以下の3例は、戦争前から渡日していた自身と、労務動員されて来た人々を区分していた事例。文中「成合」は、大阪府高槻市北部の地名のほか、同地で建設されていた地下司令部/地下工場タチソの建設現場もさす。
以下は、戦時動員の現場で働いたことを「徴用」と称している例。

## 日本の教育における問題

### センター入試出題事件
2004年の大学入試センター試験の世界史B第1問の問5で、『日本統治下の朝鮮で、第二次世界大戦中、日本への強制連行が行われた。』を正しい選択肢とする出題が行われた。
これに対して、北朝鮮に拉致された日本人を救出するための全国協議会は、北朝鮮の根拠のない主張に通じる出題をしたとして採点から削除するよう要求し、また新しい歴史教科書をつくる会 が、①戦時中に強制連行を指令した文書を示せ②強制連行は全部の教科書にのってはいないはず、との質問をしたが、大学入試センター側は「①入試問題は教科書に準拠して作成するが、当センターでは史実に基づいているかどうかは検討していない②すべての教科書に載っていることだけをもとに試験問題をつくることは不可能。多くの教科書に記載されていれば出題してかまわない」と回答した。
受験生の中には「第二次大戦当時の言葉としてはなかった朝鮮人の『強制連行』が、確定的史実として出題され思想の自由を奪われた」として、大学入試センターに対し、この問題を採点から除くことを求める仮処分命令申し立てを東京地方裁判所に行なった者も出た。なお請求は2005年10月2日、棄却決定が出ている（つくる会のサイトには未掲示）。
2004年2月26日、文部科学省高等教育局は自由民主党の議員連盟・日本の前途と歴史教育を考える若手議員の会の総会にて、問題作成者の氏名を公表する方針を示した。これに対して史学会は反対した が、問題出題者が自らネット上を含めて論文などを発表した。

## 研究史
1965年5月、朴慶植『朝鮮人強制連行の記録』以来、1967年に松村高夫が、翌1968年には田中直樹が、以後依田豪家や琴乗洞がそれぞれ論文を発表した後に、1975年には金賛汀の『証言 朝鮮人強制連行』が書かれている。
1977年に戸塚英夫は『日本帝国主義の崩壊と移入朝鮮人労働者』を「日本労使関係史論」（東京大学出版社）に発表し、翌年藤原彰は『日本軍と朝鮮人』を書いて、当時の新聞社説から連行朝鮮人を調査した。また、畑中康男は樺太の炭坑を調査し、『記録・朝鮮人労働者の戦い』を書いている。
1985年の遠藤公嗣の論文を巡って長沢秀との論争が起こった。
1960年代に公表された朴慶植 らの古典的研究は金英達、鄭大均、木村幹らによって研究の精度の問題が指摘されている。一方で廉仁縞は「金ミンヨンの研究 において、強制連行の実態は学会では様々な文献証拠によって証明されている」と解説している。
東京学芸大学とソウル市立大学は歴史教育研究会を共同で設立し 1997年より活動を開始し、日韓共通教材が作成され際に「強制連行」についての論文が提出された。

## 朝鮮人の徴用を扱った作品
- 『三たびの海峡』……帚木蓬生の小説。1995年に神山征二郎監督、三國連太郎主演で映画化された。